# Lista di asteroidi (689001-690000)
Di seguito una lista di asteroidi dal numero 689001  al 690000 con data di scoperta e scopritore.

## 689001–689100
| Nome   | Designazione provvisoria | Data di scoperta  | Scopritore                   |
| ------ | ------------------------ | ----------------- | ---------------------------- |
| 689001 | 2013 CB21                | 11 febbraio 2004  | Spacewatch                   |
| 689002 | 2013 CA24                | 2 febbraio 2013   | Spacewatch                   |
| 689003 | 2013 CD27                | 3 febbraio 2013   | Pan-STARRS                   |
| 689004 | 2013 CS28                | 7 febbraio 2006   | Spacewatch                   |
| 689005 | 2013 CE29                | 5 febbraio 2013   | C. Rinner                    |
| 689006 | 2013 CX37                | 21 gennaio 2013   | Pan-STARRS                   |
| 689007 | 2013 CG41                | 11 ottobre 2007   | LUSS                         |
| 689008 | 2013 CO41                | 20 settembre 2011 | Spacewatch                   |
| 689009 | 2013 CF42                | 9 marzo 2008      | Spacewatch                   |
| 689010 | 2013 CS42                | 23 dicembre 2012  | Pan-STARRS                   |
| 689011 | 2013 CW42                | 5 febbraio 2013   | Spacewatch                   |
| 689012 | 2013 CK45                | 23 ottobre 2011   | Spacewatch                   |
| 689013 | 2013 CR48                | 13 novembre 2006  | Mount Lemmon Survey          |
| 689014 | 2013 CG52                | 17 novembre 2008  | Spacewatch                   |
| 689015 | 2013 CK55                | 17 novembre 2006  | Mount Lemmon Survey          |
| 689016 | 2013 CQ57                | 22 ottobre 2008   | Spacewatch                   |
| 689017 | 2013 CF59                | 10 gennaio 2013   | Pan-STARRS                   |
| 689018 | 2013 CG60                | 16 marzo 2002     | Spacewatch                   |
| 689019 | 2013 CN61                | 5 febbraio 2013   | Spacewatch                   |
| 689020 | 2013 CA64                | 24 marzo 2009     | Spacewatch                   |
| 689021 | 2013 CX67                | 2 ottobre 2008    | Spacewatch                   |
| 689022 | 2013 CF73                | 3 luglio 2003     | Spacewatch                   |
| 689023 | 2013 CS74                | 9 gennaio 2013    | Spacewatch                   |
| 689024 | 2013 CX74                | 5 febbraio 2013   | Mount Lemmon Survey          |
| 689025 | 2013 CM79                | 17 gennaio 2013   | Pan-STARRS                   |
| 689026 | 2013 CH88                | 11 febbraio 2013  | CSS                          |
| 689027 | 2013 CC89                | 13 febbraio 2013  | Pan-STARRS                   |
| 689028 | 2013 CN91                | 8 febbraio 2013   | Pan-STARRS                   |
| 689029 | 2013 CE92                | 11 luglio 1997    | Spacewatch                   |
| 689030 | 2013 CH92                | 9 gennaio 2013    | Spacewatch                   |
| 689031 | 2013 CX93                | 13 febbraio 2008  | Spacewatch                   |
| 689032 | 2013 CF94                | 8 febbraio 2013   | Pan-STARRS                   |
| 689033 | 2013 CB95                | 8 febbraio 2013   | Pan-STARRS                   |
| 689034 | 2013 CE95                | 11 ottobre 2007   | Mount Lemmon Survey          |
| 689035 | 2013 CJ95                | 20 febbraio 2006  | Mount Lemmon Survey          |
| 689036 | 2013 CO97                | 8 febbraio 2013   | Pan-STARRS                   |
| 689037 | 2013 CK98                | 8 febbraio 2013   | Pan-STARRS                   |
| 689038 | 2013 CM100               | 26 febbraio 2008  | Mount Lemmon Survey          |
| 689039 | 2013 CL101               | 8 febbraio 2013   | Pan-STARRS                   |
| 689040 | 2013 CH102               | 28 febbraio 2008  | Mount Lemmon Survey          |
| 689041 | 2013 CP107               | 23 settembre 2011 | Pan-STARRS                   |
| 689042 | 2013 CE108               | 6 febbraio 2013   | Spacewatch                   |
| 689043 | 2013 CJ108               | 17 gennaio 2013   | Mount Lemmon Survey          |
| 689044 | 2013 CO109               | 9 febbraio 2013   | Pan-STARRS                   |
| 689045 | 2013 CO111               | 17 settembre 2006 | Spacewatch                   |
| 689046 | 2013 CM113               | 10 febbraio 2013  | M. Schwartz, P. R. Holvorcem |
| 689047 | 2013 CQ115               | 9 gennaio 2013    | Spacewatch                   |
| 689048 | 2013 CN117               | 13 febbraio 2013  | ESA OGS                      |
| 689049 | 2013 CR120               | 8 febbraio 2013   | Mount Lemmon Survey          |
| 689050 | 2013 CJ125               | 8 agosto 2005     | Cerro Tololo Obs.            |
| 689051 | 2013 CL130               | 28 gennaio 2004   | Spacewatch                   |
| 689052 | 2013 CO131               | 14 febbraio 2013  | Spacewatch                   |
| 689053 | 2013 CX134               | 12 febbraio 2013  | ESA OGS                      |
| 689054 | 2013 CQ135               | 1 gennaio 2008    | Spacewatch                   |
| 689055 | 2013 CB136               | 14 gennaio 2013   | Mount Lemmon Survey          |
| 689056 | 2013 CN140               | 14 febbraio 2013  | Spacewatch                   |
| 689057 | 2013 CK141               | 17 settembre 2006 | Spacewatch                   |
| 689058 | 2013 CR141               | 14 febbraio 2013  | Spacewatch                   |
| 689059 | 2013 CG142               | 3 novembre 2011   | Mount Lemmon Survey          |
| 689060 | 2013 CK144               | 2 settembre 2010  | Mount Lemmon Survey          |
| 689061 | 2013 CP144               | 14 febbraio 2013  | Spacewatch                   |
| 689062 | 2013 CL145               | 9 gennaio 2013    | Spacewatch                   |
| 689063 | 2013 CP145               | 14 febbraio 2013  | Spacewatch                   |
| 689064 | 2013 CP147               | 14 febbraio 2013  | Spacewatch                   |
| 689065 | 2013 CZ147               | 23 aprile 2009    | Spacewatch                   |
| 689066 | 2013 CW150               | 14 febbraio 2013  | Spacewatch                   |
| 689067 | 2013 CF151               | 30 dicembre 2007  | Spacewatch                   |
| 689068 | 2013 CG151               | 5 febbraio 2013   | Spacewatch                   |
| 689069 | 2013 CF153               | 14 febbraio 2013  | Pan-STARRS                   |
| 689070 | 2013 CW153               | 30 agosto 2005    | Spacewatch                   |
| 689071 | 2013 CK154               | 18 agosto 2006    | Spacewatch                   |
| 689072 | 2013 CQ154               | 10 agosto 2007    | Spacewatch                   |
| 689073 | 2013 CL155               | 19 gennaio 2013   | Mount Lemmon Survey          |
| 689074 | 2013 CY157               | 24 novembre 2011  | G. Marton                    |
| 689075 | 2013 CE160               | 14 febbraio 2013  | Pan-STARRS                   |
| 689076 | 2013 CY161               | 16 maggio 2009    | Spacewatch                   |
| 689077 | 2013 CA162               | 14 febbraio 2013  | Pan-STARRS                   |
| 689078 | 2013 CN162               | 14 febbraio 2013  | Pan-STARRS                   |
| 689079 | 2013 CP162               | 5 febbraio 2013   | Spacewatch                   |
| 689080 | 2013 CX162               | 14 febbraio 2013  | Spacewatch                   |
| 689081 | 2013 CF165               | 29 agosto 2006    | Spacewatch                   |
| 689082 | 2013 CE167               | 15 settembre 2006 | Spacewatch                   |
| 689083 | 2013 CL168               | 14 febbraio 2013  | Pan-STARRS                   |
| 689084 | 2013 CA169               | 19 gennaio 2008   | Mount Lemmon Survey          |
| 689085 | 2013 CT171               | 24 ottobre 2005   | Osservatorio di Mauna Kea    |
| 689086 | 2013 CW173               | 11 aprile 2008    | Mount Lemmon Survey          |
| 689087 | 2013 CA176               | 4 aprile 2008     | Mount Lemmon Survey          |
| 689088 | 2013 CO176               | 9 gennaio 2013    | Mount Lemmon Survey          |
| 689089 | 2013 CO179               | 25 ottobre 2011   | Pan-STARRS                   |
| 689090 | 2013 CR180               | 10 febbraio 2013  | Pan-STARRS                   |
| 689091 | 2013 CC182               | 3 febbraio 2013   | Pan-STARRS                   |
| 689092 | 2013 CQ186               | 8 febbraio 2013   | Pan-STARRS                   |
| 689093 | 2013 CV188               | 9 febbraio 2013   | Pan-STARRS                   |
| 689094 | 2013 CY189               | 19 novembre 2007  | Spacewatch                   |
| 689095 | 2013 CC194               | 9 febbraio 2013   | Pan-STARRS                   |
| 689096 | 2013 CK194               | 9 febbraio 2013   | Pan-STARRS                   |
| 689097 | 2013 CE195               | 17 ottobre 2011   | Spacewatch                   |
| 689098 | 2013 CQ195               | 9 febbraio 2013   | Pan-STARRS                   |
| 689099 | 2013 CY196               | 2 marzo 2009      | Spacewatch                   |
| 689100 | 2013 CT197               | 8 febbraio 2013   | Pan-STARRS                   |

## 689101–689200
| Nome   | Designazione provvisoria | Data di scoperta  | Scopritore          |
| ------ | ------------------------ | ----------------- | ------------------- |
| 689101 | 2013 CD198               | 17 dicembre 2007  | Mount Lemmon Survey |
| 689102 | 2013 CK198               | 20 gennaio 2013   | Mount Lemmon Survey |
| 689103 | 2013 CQ199               | 9 febbraio 2013   | Pan-STARRS          |
| 689104 | 2013 CG201               | 1 febbraio 2013   | Spacewatch          |
| 689105 | 2013 CB203               | 10 febbraio 2008  | Spacewatch          |
| 689106 | 2013 CK203               | 17 giugno 2010    | Mount Lemmon Survey |
| 689107 | 2013 CN203               | 28 febbraio 2008  | Spacewatch          |
| 689108 | 2013 CY208               | 20 settembre 2011 | Mount Lemmon Survey |
| 689109 | 2013 CE209               | 15 febbraio 2013  | Pan-STARRS          |
| 689110 | 2013 CA210               | 29 ottobre 2008   | Spacewatch          |
| 689111 | 2013 CD210               | 28 settembre 2011 | Spacewatch          |
| 689112 | 2013 CQ210               | 15 dicembre 2007  | Spacewatch          |
| 689113 | 2013 CA211               | 24 novembre 2011  | Mount Lemmon Survey |
| 689114 | 2013 CM212               | 23 agosto 2008    | Spacewatch          |
| 689115 | 2013 CK213               | 30 settembre 2006 | Mount Lemmon Survey |
| 689116 | 2013 CZ213               | 10 ottobre 2007   | Spacewatch          |
| 689117 | 2013 CD215               | 8 febbraio 2013   | Pan-STARRS          |
| 689118 | 2013 CD217               | 7 febbraio 2013   | Spacewatch          |
| 689119 | 2013 CU218               | 8 febbraio 2013   | Pan-STARRS          |
| 689120 | 2013 CL219               | 9 febbraio 2013   | Pan-STARRS          |
| 689121 | 2013 CC220               | 6 novembre 2010   | Mount Lemmon Survey |
| 689122 | 2013 CQ220               | 9 febbraio 2013   | Pan-STARRS          |
| 689123 | 2013 CZ221               | 8 febbraio 2008   | Spacewatch          |
| 689124 | 2013 CG226               | 5 marzo 2006      | Spacewatch          |
| 689125 | 2013 CA227               | 28 febbraio 2008  | Spacewatch          |
| 689126 | 2013 CF227               | 9 luglio 2005     | Spacewatch          |
| 689127 | 2013 CR227               | 15 febbraio 2013  | Pan-STARRS          |
| 689128 | 2013 CB228               | 7 febbraio 2013   | Spacewatch          |
| 689129 | 2013 CF228               | 15 febbraio 2013  | Pan-STARRS          |
| 689130 | 2013 CO228               | 5 febbraio 2013   | Spacewatch          |
| 689131 | 2013 CS228               | 15 febbraio 2013  | Pan-STARRS          |
| 689132 | 2013 CR229               | 3 febbraio 2013   | Pan-STARRS          |
| 689133 | 2013 CF230               | 29 luglio 2014    | Pan-STARRS          |
| 689134 | 2013 CJ230               | 10 ottobre 2015   | Pan-STARRS          |
| 689135 | 2013 CN230               | 10 ottobre 2016   | Pan-STARRS          |
| 689136 | 2013 CY230               | 14 febbraio 2013  | Pan-STARRS          |
| 689137 | 2013 CD234               | 15 febbraio 2013  | Pan-STARRS          |
| 689138 | 2013 CD236               | 21 agosto 2015    | Pan-STARRS          |
| 689139 | 2013 CL236               | 21 maggio 2014    | Mount Lemmon Survey |
| 689140 | 2013 CU236               | 8 gennaio 2018    | Pan-STARRS          |
| 689141 | 2013 CM238               | 15 febbraio 2013  | Pan-STARRS          |
| 689142 | 2013 CD239               | 8 febbraio 2013   | Pan-STARRS          |
| 689143 | 2013 CJ239               | 15 febbraio 2013  | Pan-STARRS          |
| 689144 | 2013 CW239               | 8 febbraio 2013   | Pan-STARRS          |
| 689145 | 2013 CA240               | 3 febbraio 2013   | Pan-STARRS          |
| 689146 | 2013 CB240               | 8 febbraio 2013   | Pan-STARRS          |
| 689147 | 2013 CF240               | 20 gennaio 2002   | Spacewatch          |
| 689148 | 2013 CK240               | 3 febbraio 2013   | Pan-STARRS          |
| 689149 | 2013 CP240               | 15 febbraio 2013  | Pan-STARRS          |
| 689150 | 2013 CQ240               | 14 febbraio 2013  | Pan-STARRS          |
| 689151 | 2013 CB241               | 14 febbraio 2013  | Pan-STARRS          |
| 689152 | 2013 CD241               | 7 febbraio 2013   | Spacewatch          |
| 689153 | 2013 CW241               | 9 febbraio 2013   | Pan-STARRS          |
| 689154 | 2013 CN243               | 15 agosto 2004    | Cerro Tololo Obs.   |
| 689155 | 2013 CV243               | 20 gennaio 2012   | Mount Lemmon Survey |
| 689156 | 2013 CJ244               | 15 febbraio 2013  | Pan-STARRS          |
| 689157 | 2013 CA245               | 5 aprile 2008     | Mount Lemmon Survey |
| 689158 | 2013 CM245               | 14 febbraio 2013  | Pan-STARRS          |
| 689159 | 2013 CH250               | 15 febbraio 2013  | Pan-STARRS          |
| 689160 | 2013 CD251               | 5 febbraio 2013   | Mount Lemmon Survey |
| 689161 | 2013 CX251               | 9 febbraio 2013   | Pan-STARRS          |
| 689162 | 2013 CH252               | 15 febbraio 2013  | Pan-STARRS          |
| 689163 | 2013 CM252               | 14 febbraio 2013  | Pan-STARRS          |
| 689164 | 2013 CU252               | 3 febbraio 2013   | Pan-STARRS          |
| 689165 | 2013 CX252               | 14 febbraio 2013  | Pan-STARRS          |
| 689166 | 2013 CE253               | 9 febbraio 2013   | Pan-STARRS          |
| 689167 | 2013 CH254               | 3 aprile 2008     | Mount Lemmon Survey |
| 689168 | 2013 CP254               | 15 febbraio 2013  | Pan-STARRS          |
| 689169 | 2013 CR254               | 3 febbraio 2013   | Pan-STARRS          |
| 689170 | 2013 CW254               | 9 febbraio 2013   | Pan-STARRS          |
| 689171 | 2013 CD255               | 5 febbraio 2013   | Spacewatch          |
| 689172 | 2013 CM255               | 9 febbraio 2013   | Pan-STARRS          |
| 689173 | 2013 CT256               | 3 febbraio 2013   | Pan-STARRS          |
| 689174 | 2013 CH258               | 8 febbraio 2013   | Pan-STARRS          |
| 689175 | 2013 CY261               | 14 febbraio 2013  | Spacewatch          |
| 689176 | 2013 CA262               | 8 febbraio 2013   | Pan-STARRS          |
| 689177 | 2013 CO265               | 14 febbraio 2013  | Spacewatch          |
| 689178 | 2013 DH2                 | 10 marzo 2005     | Mount Lemmon Survey |
| 689179 | 2013 DE4                 | 9 febbraio 2013   | Pan-STARRS          |
| 689180 | 2013 DK4                 | 24 ottobre 2011   | Pan-STARRS          |
| 689181 | 2013 DM5                 | 16 febbraio 2013  | Mount Lemmon Survey |
| 689182 | 2013 DV5                 | 9 febbraio 2008   | Spacewatch          |
| 689183 | 2013 DL8                 | 3 settembre 2010  | Spacewatch          |
| 689184 | 2013 DO11                | 19 novembre 2007  | Mount Lemmon Survey |
| 689185 | 2013 DY12                | 17 febbraio 2013  | Mount Lemmon Survey |
| 689186 | 2013 DZ12                | 17 febbraio 2013  | Mount Lemmon Survey |
| 689187 | 2013 DA13                | 9 febbraio 2013   | Pan-STARRS          |
| 689188 | 2013 DN15                | 16 marzo 2005     | Mount Lemmon Survey |
| 689189 | 2013 DZ16                | 13 febbraio 2002  | SDSS Collaboration  |
| 689190 | 2013 DX17                | 23 maggio 2014    | Pan-STARRS          |
| 689191 | 2013 DW18                | 4 maggio 2014     | Mount Lemmon Survey |
| 689192 | 2013 DZ18                | 25 aprile 2003    | Spacewatch          |
| 689193 | 2013 DC19                | 17 febbraio 2013  | Spacewatch          |
| 689194 | 2013 DD19                | 16 gennaio 2018   | Pan-STARRS          |
| 689195 | 2013 DN19                | 17 febbraio 2013  | Mount Lemmon Survey |
| 689196 | 2013 DV20                | 16 febbraio 2013  | Mount Lemmon Survey |
| 689197 | 2013 DR21                | 9 marzo 2006      | Mount Lemmon Survey |
| 689198 | 2013 DO22                | 17 febbraio 2013  | Spacewatch          |
| 689199 | 2013 DY22                | 16 febbraio 2013  | Mount Lemmon Survey |
| 689200 | 2013 DC24                | 17 febbraio 2013  | Spacewatch          |

## 689201–689300
| Nome                  | Designazione provvisoria | Data di scoperta  | Scopritore                 |
| --------------------- | ------------------------ | ----------------- | -------------------------- |
| 689201                | 2013 EQ3                 | 27 marzo 2008     | Mount Lemmon Survey        |
| 689202                | 2013 EB6                 | 3 marzo 2013      | Mount Lemmon Survey        |
| 689203                | 2013 EP6                 | 7 febbraio 2002   | R. Millis, M. W. Buie      |
| 689204                | 2013 ET6                 | 30 aprile 2006    | Spacewatch                 |
| 689205                | 2013 EG7                 | 15 febbraio 2013  | Pan-STARRS                 |
| 689206                | 2013 EK8                 | 3 marzo 2013      | Mount Lemmon Survey        |
| 689207                | 2013 EK15                | 14 ottobre 2001   | LINEAR                     |
| 689208                | 2013 EU15                | 6 maggio 2006     | Spacewatch                 |
| 689209                | 2013 ER19                | 19 settembre 2010 | Spacewatch                 |
| 689210 Salvadorjribas | 2013 EH24                | 25 ottobre 2011   | J. M. Bosch, R. M. Olivera |
| 689211                | 2013 EO24                | 5 marzo 2013      | Spacewatch                 |
| 689212                | 2013 EV26                | 7 marzo 2013      | Mount Lemmon Survey        |
| 689213                | 2013 EN31                | 7 marzo 2013      | Spacewatch                 |
| 689214                | 2013 EZ36                | 8 marzo 2013      | Pan-STARRS                 |
| 689215                | 2013 EY37                | 8 marzo 2013      | Pan-STARRS                 |
| 689216                | 2013 EH38                | 20 aprile 2009    | Mount Lemmon Survey        |
| 689217                | 2013 EJ39                | 8 marzo 2013      | Pan-STARRS                 |
| 689218                | 2013 EC45                | 15 aprile 2008    | Mount Lemmon Survey        |
| 689219                | 2013 EJ47                | 6 maggio 2006     | Mount Lemmon Survey        |
| 689220                | 2013 EX48                | 6 marzo 2013      | Pan-STARRS                 |
| 689221                | 2013 ER49                | 14 febbraio 2013  | Spacewatch                 |
| 689222                | 2013 ER50                | 6 marzo 2013      | Pan-STARRS                 |
| 689223                | 2013 EL51                | 24 dicembre 2006  | Spacewatch                 |
| 689224                | 2013 EA52                | 8 marzo 2013      | Pan-STARRS                 |
| 689225                | 2013 EH53                | 8 marzo 2013      | Pan-STARRS                 |
| 689226                | 2013 ER54                | 30 settembre 2005 | Mount Lemmon Survey        |
| 689227                | 2013 EU54                | 8 marzo 2013      | Pan-STARRS                 |
| 689228                | 2013 EN55                | 8 marzo 2013      | Pan-STARRS                 |
| 689229                | 2013 EX55                | 8 marzo 2013      | Pan-STARRS                 |
| 689230                | 2013 EK56                | 14 febbraio 2013  | Spacewatch                 |
| 689231                | 2013 EL56                | 14 febbraio 2013  | Spacewatch                 |
| 689232                | 2013 EN56                | 14 febbraio 2002  | Spacewatch                 |
| 689233                | 2013 EO56                | 1 novembre 2007   | Mount Lemmon Survey        |
| 689234                | 2013 EY56                | 8 marzo 2013      | Pan-STARRS                 |
| 689235                | 2013 EG57                | 8 marzo 2013      | Pan-STARRS                 |
| 689236                | 2013 EU57                | 6 aprile 2008     | Spacewatch                 |
| 689237                | 2013 EX58                | 3 aprile 2008     | Mount Lemmon Survey        |
| 689238                | 2013 ET59                | 8 marzo 2013      | Pan-STARRS                 |
| 689239                | 2013 EB63                | 30 settembre 2010 | Mount Lemmon Survey        |
| 689240                | 2013 ET64                | 14 settembre 2010 | Spacewatch                 |
| 689241                | 2013 EJ65                | 5 settembre 2010  | Mount Lemmon Survey        |
| 689242                | 2013 EW69                | 21 settembre 2011 | Mount Lemmon Survey        |
| 689243                | 2013 EA70                | 17 febbraio 2013  | Spacewatch                 |
| 689244                | 2013 ET70                | 9 agosto 2005     | Cerro Tololo Obs.          |
| 689245                | 2013 ES71                | 19 aprile 2006    | Spacewatch                 |
| 689246                | 2013 EY71                | 5 aprile 2008     | Mount Lemmon Survey        |
| 689247                | 2013 EU73                | 7 marzo 2013      | Mount Lemmon Survey        |
| 689248                | 2013 EX73                | 7 marzo 2013      | Mount Lemmon Survey        |
| 689249                | 2013 EZ74                | 7 marzo 2013      | Mount Lemmon Survey        |
| 689250                | 2013 EQ75                | 2 ottobre 2006    | Mount Lemmon Survey        |
| 689251                | 2013 ES76                | 19 febbraio 2013  | Spacewatch                 |
| 689252                | 2013 EV76                | 8 marzo 2013      | Pan-STARRS                 |
| 689253                | 2013 ED77                | 12 marzo 2008     | Spacewatch                 |
| 689254                | 2013 EX77                | 17 luglio 2004    | Cerro Tololo Obs.          |
| 689255                | 2013 EQ78                | 8 marzo 2013      | Pan-STARRS                 |
| 689256                | 2013 EH81                | 15 ottobre 2004   | Mount Lemmon Survey        |
| 689257                | 2013 EA83                | 8 marzo 2013      | Pan-STARRS                 |
| 689258                | 2013 ED83                | 15 dicembre 2007  | Mount Lemmon Survey        |
| 689259                | 2013 EF83                | 8 marzo 2013      | Pan-STARRS                 |
| 689260                | 2013 EE84                | 5 febbraio 2013   | Spacewatch                 |
| 689261                | 2013 EJ86                | 8 marzo 2013      | Pan-STARRS                 |
| 689262                | 2013 EU87                | 12 marzo 2013     | PTF                        |
| 689263                | 2013 EK95                | 8 marzo 2013      | Pan-STARRS                 |
| 689264                | 2013 EU95                | 2 maggio 2008     | Mount Lemmon Survey        |
| 689265                | 2013 EB98                | 8 marzo 2013      | Pan-STARRS                 |
| 689266                | 2013 EF98                | 9 dicembre 2001   | NEAT                       |
| 689267                | 2013 EY98                | 8 marzo 2013      | Pan-STARRS                 |
| 689268                | 2013 EU99                | 7 marzo 2013      | Mount Lemmon Survey        |
| 689269                | 2013 ED100               | 8 marzo 2013      | Pan-STARRS                 |
| 689270                | 2013 ER105               | 14 marzo 2013     | CSS                        |
| 689271                | 2013 ED106               | 14 ottobre 2010   | Mount Lemmon Survey        |
| 689272                | 2013 ED109               | 13 ottobre 2006   | Spacewatch                 |
| 689273                | 2013 EN109               | 26 marzo 2001     | M. W. Buie, S. D. Kern     |
| 689274                | 2013 EF111               | 13 marzo 2013     | PTF                        |
| 689275                | 2013 ET112               | 13 marzo 2013     | Mount Lemmon Survey        |
| 689276                | 2013 EO114               | 11 settembre 2010 | Mount Lemmon Survey        |
| 689277                | 2013 ER115               | 12 marzo 2013     | Spacewatch                 |
| 689278                | 2013 EC117               | 14 marzo 2013     | Spacewatch                 |
| 689279                | 2013 EN117               | 1 marzo 2009      | Spacewatch                 |
| 689280                | 2013 EU117               | 14 marzo 2013     | Mount Lemmon Survey        |
| 689281                | 2013 EV119               | 4 aprile 2008     | Spacewatch                 |
| 689282                | 2013 EZ121               | 8 marzo 2013      | Pan-STARRS                 |
| 689283                | 2013 EZ122               | 24 marzo 2006     | Mount Lemmon Survey        |
| 689284                | 2013 EX131               | 13 marzo 2013     | Mount Lemmon Survey        |
| 689285                | 2013 EM134               | 9 aprile 2013     | Pan-STARRS                 |
| 689286                | 2013 EJ149               | 18 agosto 2009    | Spacewatch                 |
| 689287                | 2013 EL150               | 9 aprile 2013     | Pan-STARRS                 |
| 689288                | 2013 EC152               | 11 settembre 2007 | Mount Lemmon Survey        |
| 689289                | 2013 EL152               | 5 novembre 2005   | Spacewatch                 |
| 689290                | 2013 EZ154               | 7 marzo 2013      | Spacewatch                 |
| 689291                | 2013 EM155               | 19 ottobre 2006   | Mount Lemmon Survey        |
| 689292                | 2013 ED156               | 18 marzo 2013     | Spacewatch                 |
| 689293                | 2013 EK156               | 11 ottobre 2005   | Spacewatch                 |
| 689294                | 2013 EL156               | 13 marzo 2013     | Spacewatch                 |
| 689295                | 2013 EB157               | 6 marzo 2013      | Pan-STARRS                 |
| 689296                | 2013 EP157               | 13 marzo 2013     | Spacewatch                 |
| 689297                | 2013 EY157               | 24 novembre 2011  | Pan-STARRS                 |
| 689298                | 2013 EJ159               | 13 novembre 2017  | Pan-STARRS                 |
| 689299                | 2013 ER159               | 18 giugno 2015    | Pan-STARRS                 |
| 689300                | 2013 EJ160               | 7 ottobre 2016    | Pan-STARRS                 |

## 689301–689400
| Nome   | Designazione provvisoria | Data di scoperta  | Scopritore                  |
| ------ | ------------------------ | ----------------- | --------------------------- |
| 689301 | 2013 EW160               | 22 novembre 2015  | Mount Lemmon Survey         |
| 689302 | 2013 EA162               | 26 dicembre 2006  | Spacewatch                  |
| 689303 | 2013 EL162               | 5 marzo 2013      | Mount Lemmon Survey         |
| 689304 | 2013 EO163               | 13 marzo 2013     | Pan-STARRS                  |
| 689305 | 2013 EQ165               | 27 settembre 2016 | Pan-STARRS                  |
| 689306 | 2013 EF166               | 23 dicembre 2017  | Pan-STARRS                  |
| 689307 | 2013 EE167               | 13 marzo 2013     | Pan-STARRS                  |
| 689308 | 2013 ES167               | 6 marzo 2013      | Pan-STARRS                  |
| 689309 | 2013 ED168               | 13 marzo 2013     | Pan-STARRS                  |
| 689310 | 2013 EM168               | 13 marzo 2013     | PTF                         |
| 689311 | 2013 EO168               | 8 marzo 2013      | Pan-STARRS                  |
| 689312 | 2013 EP168               | 4 marzo 2013      | Pan-STARRS                  |
| 689313 | 2013 EV168               | 7 marzo 2013      | Mount Lemmon Survey         |
| 689314 | 2013 EC169               | 13 marzo 2013     | Spacewatch                  |
| 689315 | 2013 EJ169               | 13 marzo 2013     | Spacewatch                  |
| 689316 | 2013 EU170               | 8 marzo 2013      | Pan-STARRS                  |
| 689317 | 2013 EE171               | 5 marzo 2013      | Pan-STARRS                  |
| 689318 | 2013 EU171               | 5 marzo 2013      | Mount Lemmon Survey         |
| 689319 | 2013 EG172               | 15 marzo 2013     | Mount Lemmon Survey         |
| 689320 | 2013 EX172               | 15 marzo 2013     | Spacewatch                  |
| 689321 | 2013 EF174               | 5 marzo 2013      | Mount Lemmon Survey         |
| 689322 | 2013 EU176               | 13 marzo 2013     | Pan-STARRS                  |
| 689323 | 2013 EX177               | 12 marzo 2013     | Spacewatch                  |
| 689324 | 2013 ED178               | 15 marzo 2013     | Mount Lemmon Survey         |
| 689325 | 2013 EF180               | 2 marzo 2013      | Spacewatch                  |
| 689326 | 2013 ES180               | 13 marzo 2013     | Spacewatch                  |
| 689327 | 2013 EW180               | 14 marzo 2013     | R. Holmes                   |
| 689328 | 2013 EU182               | 6 febbraio 2007   | Mount Lemmon Survey         |
| 689329 | 2013 EE187               | 8 marzo 2013      | Pan-STARRS                  |
| 689330 | 2013 FJ3                 | 30 marzo 2008     | Spacewatch                  |
| 689331 | 2013 FX3                 | 5 marzo 2013      | Pan-STARRS                  |
| 689332 | 2013 FB6                 | 18 marzo 2013     | PTF                         |
| 689333 | 2013 FB20                | 19 marzo 2013     | Pan-STARRS                  |
| 689334 | 2013 FH27                | 16 settembre 2010 | Mount Lemmon Survey         |
| 689335 | 2013 FL28                | 16 marzo 2013     | S. S. Sheppard, C. Trujillo |
| 689336 | 2013 FW29                | 1 novembre 2010   | Mount Lemmon Survey         |
| 689337 | 2013 FM30                | 19 marzo 2013     | Pan-STARRS                  |
| 689338 | 2013 FQ30                | 17 marzo 2013     | Mount Lemmon Survey         |
| 689339 | 2013 FZ30                | 19 marzo 2013     | Pan-STARRS                  |
| 689340 | 2013 FF32                | 20 gennaio 2018   | Pan-STARRS                  |
| 689341 | 2013 FP32                | 6 novembre 2016   | Mount Lemmon Survey         |
| 689342 | 2013 FT32                | 19 marzo 2013     | Pan-STARRS                  |
| 689343 | 2013 FV32                | 31 marzo 2013     | Mount Lemmon Survey         |
| 689344 | 2013 FX32                | 16 gennaio 2013   | Mount Lemmon Survey         |
| 689345 | 2013 FT33                | 16 marzo 2013     | Spacewatch                  |
| 689346 | 2013 FW33                | 19 marzo 2013     | Pan-STARRS                  |
| 689347 | 2013 FY33                | 17 marzo 2013     | Mount Lemmon Survey         |
| 689348 | 2013 FA34                | 17 marzo 2013     | Mount Lemmon Survey         |
| 689349 | 2013 FW34                | 17 marzo 2013     | Mount Lemmon Survey         |
| 689350 | 2013 FA35                | 18 marzo 2013     | Mount Lemmon Survey         |
| 689351 | 2013 FE35                | 19 marzo 2013     | Pan-STARRS                  |
| 689352 | 2013 FF35                | 1 ottobre 2005    | Mount Lemmon Survey         |
| 689353 | 2013 FH35                | 16 marzo 2013     | Spacewatch                  |
| 689354 | 2013 FM35                | 31 marzo 2013     | Mount Lemmon Survey         |
| 689355 | 2013 FN35                | 12 novembre 2007  | Mount Lemmon Survey         |
| 689356 | 2013 FC37                | 19 marzo 2013     | Pan-STARRS                  |
| 689357 | 2013 FY37                | 19 marzo 2013     | Pan-STARRS                  |
| 689358 | 2013 FB38                | 31 marzo 2013     | Mount Lemmon Survey         |
| 689359 | 2013 FC38                | 19 febbraio 2007  | Mount Lemmon Survey         |
| 689360 | 2013 FH39                | 18 marzo 2013     | Mount Lemmon Survey         |
| 689361 | 2013 FK39                | 19 marzo 2013     | Pan-STARRS                  |
| 689362 | 2013 FQ39                | 18 marzo 2013     | Mount Lemmon Survey         |
| 689363 | 2013 FW39                | 19 marzo 2013     | Pan-STARRS                  |
| 689364 | 2013 FR41                | 16 marzo 2013     | Spacewatch                  |
| 689365 | 2013 GY                  | 1 aprile 2013     | Spacewatch                  |
| 689366 | 2013 GV4                 | 1 aprile 2013     | Mount Lemmon Survey         |
| 689367 | 2013 GE10                | 18 febbraio 2013  | Mount Lemmon Survey         |
| 689368 | 2013 GA12                | 12 febbraio 2004  | Spacewatch                  |
| 689369 | 2013 GE16                | 8 marzo 2013      | Pan-STARRS                  |
| 689370 | 2013 GQ18                | 27 dicembre 2006  | Mount Lemmon Survey         |
| 689371 | 2013 GJ20                | 15 marzo 2013     | Spacewatch                  |
| 689372 | 2013 GA21                | 20 maggio 2006    | Spacewatch                  |
| 689373 | 2013 GO23                | 13 marzo 2013     | Pan-STARRS                  |
| 689374 | 2013 GA25                | 29 ottobre 2005   | Spacewatch                  |
| 689375 | 2013 GN25                | 27 gennaio 2007   | Mount Lemmon Survey         |
| 689376 | 2013 GJ28                | 31 marzo 2013     | Mount Lemmon Survey         |
| 689377 | 2013 GS28                | 6 aprile 2013     | Mount Lemmon Survey         |
| 689378 | 2013 GB29                | 6 aprile 2013     | Mount Lemmon Survey         |
| 689379 | 2013 GL29                | 21 febbraio 2009  | Mount Lemmon Survey         |
| 689380 | 2013 GW32                | 7 aprile 2013     | Mount Lemmon Survey         |
| 689381 | 2013 GN33                | 18 febbraio 2013  | Mount Lemmon Survey         |
| 689382 | 2013 GF35                | 9 aprile 2013     | Pan-STARRS                  |
| 689383 | 2013 GR35                | 7 aprile 2013     | Mount Lemmon Survey         |
| 689384 | 2013 GD37                | 4 aprile 2013     | Pan-STARRS                  |
| 689385 | 2013 GD39                | 5 aprile 2013     | R. Holmes                   |
| 689386 | 2013 GP40                | 19 ottobre 2006   | Spacewatch                  |
| 689387 | 2013 GS40                | 7 aprile 2013     | Mount Lemmon Survey         |
| 689388 | 2013 GM41                | 26 ottobre 2011   | Pan-STARRS                  |
| 689389 | 2013 GP41                | 8 aprile 2013     | Mount Lemmon Survey         |
| 689390 | 2013 GX41                | 31 gennaio 2009   | Mount Lemmon Survey         |
| 689391 | 2013 GC42                | 15 marzo 2013     | Spacewatch                  |
| 689392 | 2013 GC44                | 8 aprile 2013     | Mount Lemmon Survey         |
| 689393 | 2013 GO46                | 8 marzo 2013      | Pan-STARRS                  |
| 689394 | 2013 GX47                | 10 novembre 2010  | Mount Lemmon Survey         |
| 689395 | 2013 GR49                | 24 maggio 2006    | Mount Lemmon Survey         |
| 689396 | 2013 GS51                | 17 novembre 2011  | Spacewatch                  |
| 689397 | 2013 GV51                | 26 ottobre 2005   | Spacewatch                  |
| 689398 | 2013 GC54                | 17 settembre 2009 | Spacewatch                  |
| 689399 | 2013 GC58                | 15 marzo 2013     | Spacewatch                  |
| 689400 | 2013 GP58                | 3 novembre 2011   | Spacewatch                  |

## 689401–689500
| Nome   | Designazione provvisoria | Data di scoperta  | Scopritore                   |
| ------ | ------------------------ | ----------------- | ---------------------------- |
| 689401 | 2013 GK60                | 7 marzo 2013      | Spacewatch                   |
| 689402 | 2013 GT60                | 13 marzo 2002     | Spacewatch                   |
| 689403 | 2013 GU60                | 1 gennaio 2009    | Mount Lemmon Survey          |
| 689404 | 2013 GW60                | 29 dicembre 2011  | Mount Lemmon Survey          |
| 689405 | 2013 GH61                | 7 aprile 2013     | Mount Lemmon Survey          |
| 689406 | 2013 GG62                | 14 marzo 2013     | Spacewatch                   |
| 689407 | 2013 GZ63                | 9 aprile 2013     | Pan-STARRS                   |
| 689408 | 2013 GK64                | 7 febbraio 2007   | Spacewatch                   |
| 689409 | 2013 GN64                | 11 novembre 2006  | Spacewatch                   |
| 689410 | 2013 GX64                | 10 aprile 2013    | Mount Lemmon Survey          |
| 689411 | 2013 GB65                | 7 aprile 2008     | Spacewatch                   |
| 689412 | 2013 GH65                | 10 aprile 2013    | Mount Lemmon Survey          |
| 689413 | 2013 GW65                | 10 aprile 2013    | Pan-STARRS                   |
| 689414 | 2013 GK66                | 10 aprile 2013    | Pan-STARRS                   |
| 689415 | 2013 GE67                | 5 aprile 2013     | Pan-STARRS                   |
| 689416 | 2013 GS67                | 1 settembre 2010  | Mount Lemmon Survey          |
| 689417 | 2013 GW73                | 12 aprile 2013    | Pan-STARRS                   |
| 689418 | 2013 GM75                | 10 aprile 2013    | Pan-STARRS                   |
| 689419 | 2013 GM76                | 28 gennaio 2007   | Spacewatch                   |
| 689420 | 2013 GW76                | 13 marzo 2013     | Spacewatch                   |
| 689421 | 2013 GR77                | 1 aprile 2013     | Mount Lemmon Survey          |
| 689422 | 2013 GY77                | 9 ottobre 2010    | Mount Lemmon Survey          |
| 689423 | 2013 GZ77                | 23 marzo 2003     | SDSS Collaboration           |
| 689424 | 2013 GG81                | 10 aprile 2013    | Pan-STARRS                   |
| 689425 | 2013 GN83                | 22 ottobre 2005   | Spacewatch                   |
| 689426 | 2013 GO87                | 1 novembre 2010   | Spacewatch                   |
| 689427 | 2013 GR88                | 15 aprile 2013    | M. Schwartz, P. R. Holvorcem |
| 689428 | 2013 GS90                | 15 aprile 2013    | Spacewatch                   |
| 689429 | 2013 GC91                | 15 aprile 2013    | Pan-STARRS                   |
| 689430 | 2013 GK91                | 25 novembre 2010  | Mount Lemmon Survey          |
| 689431 | 2013 GB93                | 12 aprile 2013    | Osservatorio di La Silla     |
| 689432 | 2013 GC94                | 15 agosto 2004    | Cerro Tololo Obs.            |
| 689433 | 2013 GY94                | 5 marzo 2013      | Pan-STARRS                   |
| 689434 | 2013 GE96                | 27 gennaio 2007   | Mount Lemmon Survey          |
| 689435 | 2013 GG99                | 29 settembre 2003 | Spacewatch                   |
| 689436 | 2013 GQ103               | 5 marzo 2013      | Pan-STARRS                   |
| 689437 | 2013 GV104               | 16 marzo 2013     | CSS                          |
| 689438 | 2013 GJ107               | 16 marzo 2013     | Spacewatch                   |
| 689439 | 2013 GX110               | 11 aprile 2013    | CSS                          |
| 689440 | 2013 GS116               | 12 marzo 2013     | Spacewatch                   |
| 689441 | 2013 GU116               | 4 aprile 2013     | Mount Lemmon Survey          |
| 689442 | 2013 GG117               | 5 aprile 2013     | G. Hug                       |
| 689443 | 2013 GJ117               | 11 aprile 2008    | Spacewatch                   |
| 689444 | 2013 GO118               | 28 gennaio 2007   | Spacewatch                   |
| 689445 | 2013 GL119               | 15 marzo 2013     | Spacewatch                   |
| 689446 | 2013 GS119               | 7 aprile 2013     | Mount Lemmon Survey          |
| 689447 | 2013 GQ121               | 26 marzo 2006     | Spacewatch                   |
| 689448 | 2013 GC122               | 21 marzo 2002     | Spacewatch                   |
| 689449 | 2013 GK122               | 1 aprile 2013     | Mount Lemmon Survey          |
| 689450 | 2013 GF123               | 11 aprile 2013    | Mount Lemmon Survey          |
| 689451 | 2013 GV123               | 2 novembre 2010   | Mount Lemmon Survey          |
| 689452 | 2013 GP124               | 10 aprile 2013    | Pan-STARRS                   |
| 689453 | 2013 GN125               | 21 aprile 2002    | Spacewatch                   |
| 689454 | 2013 GQ127               | 13 aprile 2013    | Pan-STARRS                   |
| 689455 | 2013 GZ129               | 10 aprile 2013    | PTF                          |
| 689456 | 2013 GN134               | 10 aprile 2013    | Pan-STARRS                   |
| 689457 | 2013 GJ135               | 20 febbraio 2009  | Spacewatch                   |
| 689458 | 2013 GO135               | 13 aprile 2013    | Pan-STARRS                   |
| 689459 | 2013 GF139               | 10 aprile 2013    | Pan-STARRS                   |
| 689460 | 2013 GO139               | 8 aprile 2013     | Mount Lemmon Survey          |
| 689461 | 2013 GX140               | 13 aprile 2013    | Pan-STARRS                   |
| 689462 | 2013 GZ140               | 13 aprile 2013    | Pan-STARRS                   |
| 689463 | 2013 GA141               | 13 aprile 2013    | Pan-STARRS                   |
| 689464 | 2013 GG141               | 15 aprile 2013    | Pan-STARRS                   |
| 689465 | 2013 GK142               | 22 ottobre 2016   | Mount Lemmon Survey          |
| 689466 | 2013 GA143               | 27 settembre 2016 | Pan-STARRS                   |
| 689467 | 2013 GN143               | 27 settembre 2016 | Pan-STARRS                   |
| 689468 | 2013 GH145               | 13 aprile 2013    | Pan-STARRS                   |
| 689469 | 2013 GE147               | 21 novembre 2017  | Pan-STARRS                   |
| 689470 | 2013 GL147               | 1 ottobre 2015    | Mount Lemmon Survey          |
| 689471 | 2013 GQ148               | 25 ottobre 2016   | Pan-STARRS                   |
| 689472 | 2013 GT148               | 17 febbraio 2007  | Spacewatch                   |
| 689473 | 2013 GP149               | 10 ottobre 2015   | Pan-STARRS                   |
| 689474 | 2013 GG151               | 11 aprile 2013    | Spacewatch                   |
| 689475 | 2013 GL151               | 10 aprile 2013    | Mount Lemmon Survey          |
| 689476 | 2013 GS151               | 13 aprile 2013    | SSS                          |
| 689477 | 2013 GA152               | 10 aprile 2013    | Pan-STARRS                   |
| 689478 | 2013 GB152               | 13 aprile 2013    | Spacewatch                   |
| 689479 | 2013 GD152               | 12 aprile 2013    | Pan-STARRS                   |
| 689480 | 2013 GK152               | 15 aprile 2013    | Pan-STARRS                   |
| 689481 | 2013 GP152               | 11 aprile 2013    | Spacewatch                   |
| 689482 | 2013 GY152               | 13 aprile 2013    | Pan-STARRS                   |
| 689483 | 2013 GC153               | 15 aprile 2013    | Pan-STARRS                   |
| 689484 | 2013 GN153               | 5 aprile 2013     | PTF                          |
| 689485 | 2013 GM155               | 10 aprile 2013    | Pan-STARRS                   |
| 689486 | 2013 GQ155               | 10 aprile 2013    | Pan-STARRS                   |
| 689487 | 2013 GR155               | 7 aprile 2013     | Mount Lemmon Survey          |
| 689488 | 2013 GA156               | 12 aprile 2013    | CTIO-DECam                   |
| 689489 | 2013 GM156               | 10 aprile 2013    | Pan-STARRS                   |
| 689490 | 2013 GU156               | 10 aprile 2013    | Pan-STARRS                   |
| 689491 | 2013 GK157               | 10 aprile 2013    | Pan-STARRS                   |
| 689492 | 2013 GP157               | 3 aprile 2013     | PTF                          |
| 689493 | 2013 GS158               | 7 aprile 2013     | Mount Lemmon Survey          |
| 689494 | 2013 GW158               | 8 aprile 2013     | Mount Lemmon Survey          |
| 689495 | 2013 GX158               | 15 aprile 2013    | Pan-STARRS                   |
| 689496 | 2013 GS160               | 10 aprile 2013    | Pan-STARRS                   |
| 689497 | 2013 GW160               | 10 aprile 2013    | Pan-STARRS                   |
| 689498 | 2013 GA161               | 1 aprile 2013     | Mount Lemmon Survey          |
| 689499 | 2013 GL161               | 10 aprile 2013    | Pan-STARRS                   |
| 689500 | 2013 GZ161               | 19 settembre 2010 | Spacewatch                   |

## 689501–689600
| Nome   | Designazione provvisoria | Data di scoperta  | Scopritore                   |
| ------ | ------------------------ | ----------------- | ---------------------------- |
| 689501 | 2013 GD162               | 8 aprile 2013     | Mount Lemmon Survey          |
| 689502 | 2013 GE162               | 13 aprile 2013    | Pan-STARRS                   |
| 689503 | 2013 GJ162               | 10 aprile 2013    | Pan-STARRS                   |
| 689504 | 2013 GM162               | 29 aprile 2008    | Spacewatch                   |
| 689505 | 2013 GX162               | 10 aprile 2013    | Pan-STARRS                   |
| 689506 | 2013 GX163               | 10 aprile 2013    | Pan-STARRS                   |
| 689507 | 2013 GH168               | 8 aprile 2013     | Mount Lemmon Survey          |
| 689508 | 2013 HC                  | 17 ottobre 2003   | Spacewatch                   |
| 689509 | 2013 HP1                 | 1 maggio 2006     | Spacewatch                   |
| 689510 | 2013 HJ4                 | 27 gennaio 2007   | Spacewatch                   |
| 689511 | 2013 HQ6                 | 10 gennaio 2007   | Mount Lemmon Survey          |
| 689512 | 2013 HD10                | 29 maggio 2008    | Mount Lemmon Survey          |
| 689513 | 2013 HY11                | 27 gennaio 2007   | Mount Lemmon Survey          |
| 689514 | 2013 HB13                | 31 ottobre 2005   | Spacewatch                   |
| 689515 | 2013 HG13                | 8 marzo 2003      | NEAT                         |
| 689516 | 2013 HZ16                | 20 ottobre 2011   | Mount Lemmon Survey          |
| 689517 | 2013 HD17                | 7 aprile 2013     | Spacewatch                   |
| 689518 | 2013 HC21                | 21 aprile 2013    | PTF                          |
| 689519 | 2013 HD24                | 30 aprile 2013    | M. Schwartz, P. R. Holvorcem |
| 689520 | 2013 HF26                | 8 aprile 2013     | Mount Lemmon Survey          |
| 689521 | 2013 HK28                | 18 aprile 2013    | Spacewatch                   |
| 689522 | 2013 HT30                | 5 novembre 2010   | Spacewatch                   |
| 689523 | 2013 HG31                | 9 aprile 2013     | Pan-STARRS                   |
| 689524 | 2013 HQ31                | 11 aprile 2007    | Spacewatch                   |
| 689525 | 2013 HV32                | 11 ottobre 2010   | Mount Lemmon Survey          |
| 689526 | 2013 HS33                | 1 novembre 2005   | Spacewatch                   |
| 689527 | 2013 HZ33                | 16 aprile 2013    | CTIO-DECam                   |
| 689528 | 2013 HN35                | 1 novembre 2010   | Spacewatch                   |
| 689529 | 2013 HP37                | 10 ottobre 2004   | Spacewatch                   |
| 689530 | 2013 HM39                | 10 novembre 2010  | Spacewatch                   |
| 689531 | 2013 HS39                | 9 aprile 2013     | Pan-STARRS                   |
| 689532 | 2013 HJ40                | 28 maggio 2008    | Spacewatch                   |
| 689533 | 2013 HX42                | 30 ottobre 2010   | Mount Lemmon Survey          |
| 689534 | 2013 HL43                | 16 aprile 2013    | CTIO-DECam                   |
| 689535 | 2013 HE44                | 9 ottobre 2010    | Spacewatch                   |
| 689536 | 2013 HC45                | 9 aprile 2013     | Pan-STARRS                   |
| 689537 | 2013 HG45                | 9 aprile 2013     | Pan-STARRS                   |
| 689538 | 2013 HD46                | 1 febbraio 2012   | Mount Lemmon Survey          |
| 689539 | 2013 HE46                | 16 aprile 2013    | CTIO-DECam                   |
| 689540 | 2013 HV46                | 28 novembre 2006  | Spacewatch                   |
| 689541 | 2013 HW47                | 19 ottobre 2011   | Spacewatch                   |
| 689542 | 2013 HQ48                | 17 ottobre 2010   | Mount Lemmon Survey          |
| 689543 | 2013 HD49                | 9 aprile 2013     | Pan-STARRS                   |
| 689544 | 2013 HL49                | 9 aprile 2013     | Pan-STARRS                   |
| 689545 | 2013 HF52                | 16 aprile 2013    | CTIO-DECam                   |
| 689546 | 2013 HK55                | 13 settembre 2005 | Spacewatch                   |
| 689547 | 2013 HA56                | 16 aprile 2013    | CTIO-DECam                   |
| 689548 | 2013 HF57                | 16 aprile 2013    | CTIO-DECam                   |
| 689549 | 2013 HG60                | 24 novembre 2011  | Pan-STARRS                   |
| 689550 | 2013 HQ61                | 23 marzo 2013     | A. Oreshko                   |
| 689551 | 2013 HC63                | 15 marzo 2007     | Mount Lemmon Survey          |
| 689552 | 2013 HE63                | 21 aprile 2013    | Mount Lemmon Survey          |
| 689553 | 2013 HX64                | 16 aprile 2013    | CTIO-DECam                   |
| 689554 | 2013 HR67                | 24 settembre 2009 | Mount Lemmon Survey          |
| 689555 | 2013 HO68                | 31 gennaio 2008   | Mount Lemmon Survey          |
| 689556 | 2013 HP68                | 16 aprile 2013    | CTIO-DECam                   |
| 689557 | 2013 HV68                | 9 aprile 2013     | Pan-STARRS                   |
| 689558 | 2013 HP72                | 16 aprile 2013    | CTIO-DECam                   |
| 689559 | 2013 HR75                | 9 aprile 2013     | Pan-STARRS                   |
| 689560 | 2013 HS79                | 16 aprile 2013    | CTIO-DECam                   |
| 689561 | 2013 HS80                | 9 aprile 2013     | Pan-STARRS                   |
| 689562 | 2013 HV80                | 16 aprile 2013    | CTIO-DECam                   |
| 689563 | 2013 HB82                | 3 ottobre 2003    | D. Healy                     |
| 689564 | 2013 HR82                | 30 settembre 2005 | Mount Lemmon Survey          |
| 689565 | 2013 HU83                | 16 aprile 2013    | CTIO-DECam                   |
| 689566 | 2013 HQ85                | 24 ottobre 2005   | Spacewatch                   |
| 689567 | 2013 HE86                | 9 aprile 2013     | Pan-STARRS                   |
| 689568 | 2013 HS86                | 7 aprile 2013     | Mount Lemmon Survey          |
| 689569 | 2013 HM89                | 9 aprile 2013     | Pan-STARRS                   |
| 689570 | 2013 HW89                | 9 aprile 2013     | Pan-STARRS                   |
| 689571 | 2013 HE92                | 12 settembre 2005 | Spacewatch                   |
| 689572 | 2013 HH92                | 16 aprile 2013    | CTIO-DECam                   |
| 689573 | 2013 HA93                | 5 settembre 2010  | Mount Lemmon Survey          |
| 689574 | 2013 HX94                | 2 aprile 2013     | Mount Lemmon Survey          |
| 689575 | 2013 HT95                | 27 gennaio 2007   | Spacewatch                   |
| 689576 | 2013 HS96                | 8 aprile 2013     | Mount Lemmon Survey          |
| 689577 | 2013 HW98                | 9 aprile 2013     | Pan-STARRS                   |
| 689578 | 2013 HF104               | 6 aprile 2002     | Cerro Tololo Obs.            |
| 689579 | 2013 HG105               | 3 marzo 2009      | Mount Lemmon Survey          |
| 689580 | 2013 HK109               | 9 aprile 2013     | Pan-STARRS                   |
| 689581 | 2013 HD112               | 10 aprile 2013    | Pan-STARRS                   |
| 689582 | 2013 HF112               | 10 aprile 2013    | Pan-STARRS                   |
| 689583 | 2013 HP115               | 1 ottobre 2010    | Spacewatch                   |
| 689584 | 2013 HL118               | 10 aprile 2013    | Pan-STARRS                   |
| 689585 | 2013 HU119               | 19 ottobre 2011   | Spacewatch                   |
| 689586 | 2013 HR120               | 16 aprile 2013    | CTIO-DECam                   |
| 689587 | 2013 HU120               | 10 aprile 2013    | Pan-STARRS                   |
| 689588 | 2013 HX121               | 21 aprile 2013    | Mount Lemmon Survey          |
| 689589 | 2013 HM122               | 19 gennaio 2012   | Mount Lemmon Survey          |
| 689590 | 2013 HY123               | 11 dicembre 2010  | Mount Lemmon Survey          |
| 689591 | 2013 HC124               | 17 aprile 2013    | CTIO-DECam                   |
| 689592 | 2013 HZ126               | 17 aprile 2013    | CTIO-DECam                   |
| 689593 | 2013 HO128               | 29 dicembre 2011  | Mount Lemmon Survey          |
| 689594 | 2013 HT128               | 17 aprile 2013    | CTIO-DECam                   |
| 689595 | 2013 HD132               | 12 novembre 2010  | Mount Lemmon Survey          |
| 689596 | 2013 HJ132               | 31 ottobre 2010   | Mount Lemmon Survey          |
| 689597 | 2013 HK132               | 17 aprile 2013    | CTIO-DECam                   |
| 689598 | 2013 HC134               | 16 marzo 2007     | Mount Lemmon Survey          |
| 689599 | 2013 HQ134               | 9 aprile 2013     | Pan-STARRS                   |
| 689600 | 2013 HW136               | 17 aprile 2013    | CTIO-DECam                   |

## 689601–689700
| Nome   | Designazione provvisoria | Data di scoperta  | Scopritore                  |
| ------ | ------------------------ | ----------------- | --------------------------- |
| 689601 | 2013 HZ136               | 7 aprile 2013     | Mount Lemmon Survey         |
| 689602 | 2013 HD137               | 7 aprile 2013     | Mount Lemmon Survey         |
| 689603 | 2013 HY137               | 9 aprile 2013     | Pan-STARRS                  |
| 689604 | 2013 HL140               | 25 gennaio 2009   | Spacewatch                  |
| 689605 | 2013 HK141               | 29 ottobre 2005   | CSS                         |
| 689606 | 2013 HY141               | 17 settembre 2010 | Mount Lemmon Survey         |
| 689607 | 2013 HS142               | 1 febbraio 2009   | Mount Lemmon Survey         |
| 689608 | 2013 HU142               | 10 aprile 2013    | Pan-STARRS                  |
| 689609 | 2013 HO145               | 8 aprile 2002     | M. W. Buie, A. B. Jordan    |
| 689610 | 2013 HA146               | 2 settembre 2010  | Mount Lemmon Survey         |
| 689611 | 2013 HW147               | 16 aprile 2013    | CTIO-DECam                  |
| 689612 | 2013 HZ147               | 11 aprile 2013    | ESA OGS                     |
| 689613 | 2013 HX148               | 17 aprile 2013    | CTIO-DECam                  |
| 689614 | 2013 HK149               | 12 maggio 2013    | Mount Lemmon Survey         |
| 689615 | 2013 HL153               | 10 ottobre 2004   | Spacewatch                  |
| 689616 | 2013 HG154               | 17 settembre 2010 | Mount Lemmon Survey         |
| 689617 | 2013 HL157               | 2 gennaio 2012    | Mount Lemmon Survey         |
| 689618 | 2013 HX158               | 16 aprile 2013    | Spacewatch                  |
| 689619 | 2013 HB160               | 10 marzo 2005     | Mount Lemmon Survey         |
| 689620 | 2013 HF160               | 3 novembre 2015   | Mount Lemmon Survey         |
| 689621 | 2013 HS160               | 30 aprile 2013    | Mount Lemmon Survey         |
| 689622 | 2013 HV161               | 16 aprile 2013    | Pan-STARRS                  |
| 689623 | 2013 HX161               | 17 aprile 2013    | Pan-STARRS                  |
| 689624 | 2013 HE162               | 19 aprile 2013    | Pan-STARRS                  |
| 689625 | 2013 HF162               | 18 aprile 2013    | Spacewatch                  |
| 689626 | 2013 HL162               | 29 aprile 2013    | Mount Lemmon Survey         |
| 689627 | 2013 HR162               | 17 aprile 2013    | Pan-STARRS                  |
| 689628 | 2013 HT162               | 19 aprile 2013    | Mount Lemmon Survey         |
| 689629 | 2013 HV162               | 16 aprile 2013    | Pan-STARRS                  |
| 689630 | 2013 HY162               | 18 aprile 2013    | Mount Lemmon Survey         |
| 689631 | 2013 HB163               | 23 aprile 2013    | Mount Lemmon Survey         |
| 689632 | 2013 HC163               | 19 aprile 2013    | Pan-STARRS                  |
| 689633 | 2013 HD163               | 17 aprile 2013    | Pan-STARRS                  |
| 689634 | 2013 HF163               | 16 aprile 2013    | Pan-STARRS                  |
| 689635 | 2013 HH163               | 20 aprile 2013    | Mount Lemmon Survey         |
| 689636 | 2013 HJ163               | 16 aprile 2013    | Pan-STARRS                  |
| 689637 | 2013 HN163               | 19 aprile 2013    | Pan-STARRS                  |
| 689638 | 2013 HS164               | 16 aprile 2013    | Pan-STARRS                  |
| 689639 | 2013 HU164               | 16 aprile 2013    | Pan-STARRS                  |
| 689640 | 2013 HG165               | 22 aprile 2013    | Mount Lemmon Survey         |
| 689641 | 2013 HX165               | 16 aprile 2013    | Pan-STARRS                  |
| 689642 | 2013 HN166               | 29 dicembre 2011  | Mount Lemmon Survey         |
| 689643 | 2013 JF                  | 1 maggio 2013     | PTF                         |
| 689644 | 2013 JL                  | 10 aprile 2013    | CSS                         |
| 689645 | 2013 JS                  | 3 gennaio 2009    | Spacewatch                  |
| 689646 | 2013 JQ2                 | 7 aprile 2013     | Mount Lemmon Survey         |
| 689647 | 2013 JT4                 | 4 marzo 2005      | Mount Lemmon Survey         |
| 689648 | 2013 JY7                 | 15 aprile 2013    | Pan-STARRS                  |
| 689649 | 2013 JD8                 | 2 maggio 2013     | Mount Lemmon Survey         |
| 689650 | 2013 JN9                 | 16 settembre 2009 | Mount Lemmon Survey         |
| 689651 | 2013 JK10                | 7 maggio 2013     | Mount Lemmon Survey         |
| 689652 | 2013 JR11                | 29 ottobre 2010   | Mount Lemmon Survey         |
| 689653 | 2013 JB13                | 15 aprile 2013    | Pan-STARRS                  |
| 689654 | 2013 JA16                | 8 maggio 2013     | Pan-STARRS                  |
| 689655 | 2013 JO17                | 9 maggio 2013     | Mount Lemmon Survey         |
| 689656 | 2013 JY18                | 27 novembre 2010  | Mount Lemmon Survey         |
| 689657 | 2013 JD19                | 15 aprile 2013    | Pan-STARRS                  |
| 689658 | 2013 JO20                | 15 aprile 2002    | LONEOS                      |
| 689659 | 2013 JA21                | 27 gennaio 2012   | Mount Lemmon Survey         |
| 689660 | 2013 JA22                | 12 marzo 2007     | Mount Lemmon Survey         |
| 689661 | 2013 JZ24                | 17 settembre 2009 | Spacewatch                  |
| 689662 | 2013 JU25                | 21 settembre 2009 | Spacewatch                  |
| 689663 | 2013 JW26                | 1 aprile 2003     | SDSS Collaboration          |
| 689664 | 2013 JQ30                | 11 maggio 2013    | Mount Lemmon Survey         |
| 689665 | 2013 JF32                | 12 maggio 2013    | Mount Lemmon Survey         |
| 689666 | 2013 JA33                | 14 marzo 2013     | PTF                         |
| 689667 | 2013 JM35                | 12 maggio 2013    | Mount Lemmon Survey         |
| 689668 | 2013 JU38                | 16 aprile 2013    | Pan-STARRS                  |
| 689669 | 2013 JL39                | 15 ottobre 2004   | Mount Lemmon Survey         |
| 689670 | 2013 JO39                | 11 marzo 2005     | M. W. Buie, L. H. Wasserman |
| 689671 | 2013 JO40                | 12 maggio 2013    | Pan-STARRS                  |
| 689672 | 2013 JK41                | 20 agosto 2009    | Spacewatch                  |
| 689673 | 2013 JN42                | 19 marzo 2009     | Mount Lemmon Survey         |
| 689674 | 2013 JW42                | 19 febbraio 2009  | Spacewatch                  |
| 689675 | 2013 JA43                | 22 aprile 2013    | Mount Lemmon Survey         |
| 689676 | 2013 JD43                | 28 febbraio 2009  | Spacewatch                  |
| 689677 | 2013 JF44                | 27 febbraio 2009  | Mount Lemmon Survey         |
| 689678 | 2013 JP45                | 15 dicembre 2006  | Spacewatch                  |
| 689679 | 2013 JA46                | 29 marzo 2008     | Spacewatch                  |
| 689680 | 2013 JU47                | 19 aprile 2013    | Pan-STARRS                  |
| 689681 | 2013 JB53                | 12 aprile 2013    | Pan-STARRS                  |
| 689682 | 2013 JJ54                | 8 maggio 2013     | Pan-STARRS                  |
| 689683 | 2013 JJ55                | 16 aprile 2013    | Pan-STARRS                  |
| 689684 | 2013 JA56                | 8 maggio 2013     | Pan-STARRS                  |
| 689685 | 2013 JD56                | 19 aprile 2013    | Pan-STARRS                  |
| 689686 | 2013 JE57                | 15 aprile 2013    | Pan-STARRS                  |
| 689687 | 2013 JL57                | 8 maggio 2013     | Pan-STARRS                  |
| 689688 | 2013 JM57                | 15 aprile 2013    | Pan-STARRS                  |
| 689689 | 2013 JH59                | 13 aprile 2013    | Pan-STARRS                  |
| 689690 | 2013 JJ59                | 11 aprile 2013    | ESA OGS                     |
| 689691 | 2013 JZ59                | 9 maggio 2013     | Pan-STARRS                  |
| 689692 | 2013 JO63                | 12 maggio 2013    | Spacewatch                  |
| 689693 | 2013 JA66                | 3 febbraio 2012   | Pan-STARRS                  |
| 689694 | 2013 JQ66                | 21 marzo 2009     | Mount Lemmon Survey         |
| 689695 | 2013 JB68                | 22 agosto 2014    | Pan-STARRS                  |
| 689696 | 2013 JL68                | 15 maggio 2013    | Pan-STARRS                  |
| 689697 | 2013 JQ68                | 27 agosto 2014    | Pan-STARRS                  |
| 689698 | 2013 JS68                | 15 maggio 2013    | Pan-STARRS                  |
| 689699 | 2013 JX68                | 16 agosto 2014    | Pan-STARRS                  |
| 689700 | 2013 JL69                | 9 maggio 2013     | Pan-STARRS                  |

## 689701–689800
| Nome   | Designazione provvisoria | Data di scoperta  | Scopritore                          |
| ------ | ------------------------ | ----------------- | ----------------------------------- |
| 689701 | 2013 JX69                | 10 marzo 2007     | Spacewatch                          |
| 689702 | 2013 JB71                | 24 giugno 2014    | Pan-STARRS                          |
| 689703 | 2013 JR71                | 2 maggio 2013     | Spacewatch                          |
| 689704 | 2013 JX71                | 3 maggio 2013     | Mount Lemmon Survey                 |
| 689705 | 2013 JS72                | 15 maggio 2013    | Pan-STARRS                          |
| 689706 | 2013 JC73                | 9 ottobre 2015    | Pan-STARRS                          |
| 689707 | 2013 JN73                | 10 settembre 2015 | Pan-STARRS                          |
| 689708 | 2013 JK74                | 8 maggio 2013     | Pan-STARRS                          |
| 689709 | 2013 JS74                | 8 maggio 2013     | Pan-STARRS                          |
| 689710 | 2013 JU74                | 8 maggio 2013     | Pan-STARRS                          |
| 689711 | 2013 JX74                | 12 maggio 2013    | Pan-STARRS                          |
| 689712 | 2013 JZ74                | 12 maggio 2013    | Pan-STARRS                          |
| 689713 | 2013 JJ75                | 5 maggio 2013     | Pan-STARRS                          |
| 689714 | 2013 JM76                | 15 maggio 2013    | Pan-STARRS                          |
| 689715 | 2013 JO76                | 8 maggio 2013     | Pan-STARRS                          |
| 689716 | 2013 JP76                | 12 maggio 2013    | Pan-STARRS                          |
| 689717 | 2013 JU76                | 5 maggio 2013     | Pan-STARRS                          |
| 689718 | 2013 JT77                | 12 maggio 2013    | Mount Lemmon Survey                 |
| 689719 | 2013 JU77                | 12 maggio 2013    | Mount Lemmon Survey                 |
| 689720 | 2013 JV77                | 20 marzo 2007     | Mount Lemmon Survey                 |
| 689721 | 2013 JA79                | 7 maggio 2013     | Mount Lemmon Survey                 |
| 689722 | 2013 JT79                | 7 maggio 2013     | Mount Lemmon Survey                 |
| 689723 | 2013 JC80                | 8 maggio 2013     | Pan-STARRS                          |
| 689724 | 2013 JD80                | 9 maggio 2013     | Pan-STARRS                          |
| 689725 | 2013 JQ82                | 21 febbraio 2007  | Mount Lemmon Survey                 |
| 689726 | 2013 JD84                | 8 maggio 2013     | Pan-STARRS                          |
| 689727 | 2013 JK84                | 1 maggio 2013     | Mount Lemmon Survey                 |
| 689728 | 2013 KN                  | 8 maggio 2013     | Pan-STARRS                          |
| 689729 | 2013 KL3                 | 1 febbraio 2012   | Mount Lemmon Survey                 |
| 689730 | 2013 KU3                 | 16 maggio 2013    | Pan-STARRS                          |
| 689731 | 2013 KZ5                 | 13 aprile 2013    | Pan-STARRS                          |
| 689732 | 2013 KY7                 | 6 maggio 2013     | SSS                                 |
| 689733 | 2013 KX8                 | 8 maggio 2013     | Pan-STARRS                          |
| 689734 | 2013 KF9                 | 23 febbraio 2012  | Mount Lemmon Survey                 |
| 689735 | 2013 KJ10                | 16 maggio 2013    | Mount Lemmon Survey                 |
| 689736 | 2013 KX10                | 29 gennaio 2012   | Mount Lemmon Survey                 |
| 689737 | 2013 KZ10                | 11 aprile 2002    | NEAT                                |
| 689738 | 2013 KT11                | 16 maggio 2013    | Mount Lemmon Survey                 |
| 689739 | 2013 KH15                | 16 maggio 2013    | Pan-STARRS                          |
| 689740 | 2013 KT15                | 30 maggio 2013    | Mount Lemmon Survey                 |
| 689741 | 2013 KZ15                | 16 gennaio 2005   | Osservatorio di Mauna Kea           |
| 689742 | 2013 KF17                | 28 gennaio 2011   | Mount Lemmon Survey                 |
| 689743 | 2013 KL17                | 21 maggio 2013    | Mount Lemmon Survey                 |
| 689744 | 2013 KY20                | 16 maggio 2013    | Pan-STARRS                          |
| 689745 | 2013 KE21                | 10 novembre 2004  | M. W. Buie, L. H. Wasserman         |
| 689746 | 2013 KF21                | 18 maggio 2013    | Mount Lemmon Survey                 |
| 689747 | 2013 KH21                | 20 aprile 2009    | CSS                                 |
| 689748 | 2013 LW2                 | 19 aprile 2007    | Spacewatch                          |
| 689749 | 2013 LZ2                 | 16 maggio 2013    | Pan-STARRS                          |
| 689750 | 2013 LD3                 | 20 marzo 2007     | Spacewatch                          |
| 689751 | 2013 LG3                 | 1 giugno 2013     | Spacewatch                          |
| 689752 | 2013 LD4                 | 8 maggio 2013     | Pan-STARRS                          |
| 689753 | 2013 LE5                 | 8 novembre 2007   | Mount Lemmon Survey                 |
| 689754 | 2013 LY5                 | 2 giugno 2013     | Spacewatch                          |
| 689755 | 2013 LF6                 | 15 aprile 2013    | Pan-STARRS                          |
| 689756 | 2013 LV7                 | 30 maggio 2013    | Mount Lemmon Survey                 |
| 689757 | 2013 LT9                 | 4 giugno 2013     | Mount Lemmon Survey                 |
| 689758 | 2013 LX9                 | 4 giugno 2013     | Mount Lemmon Survey                 |
| 689759 | 2013 LP10                | 1 novembre 2010   | Mount Lemmon Survey                 |
| 689760 | 2013 LD11                | 23 febbraio 2012  | Mount Lemmon Survey                 |
| 689761 | 2013 LO13                | 15 marzo 2012     | Mount Lemmon Survey                 |
| 689762 | 2013 LT13                | 5 giugno 2013     | Mount Lemmon Survey                 |
| 689763 | 2013 LF14                | 5 giugno 2013     | Mount Lemmon Survey                 |
| 689764 | 2013 LM15                | 18 gennaio 2012   | Spacewatch                          |
| 689765 | 2013 LX18                | 12 maggio 2013    | Mount Lemmon Survey                 |
| 689766 | 2013 LG19                | 16 maggio 2013    | Mount Lemmon Survey                 |
| 689767 | 2013 LM19                | 16 maggio 2013    | Pan-STARRS                          |
| 689768 | 2013 LB22                | 12 agosto 2008    | Osservatorio astronomico di Maiorca |
| 689769 | 2013 LL22                | 25 agosto 2008    | S. Matičič                          |
| 689770 | 2013 LU25                | 5 maggio 2013     | K. Sárneczky                        |
| 689771 | 2013 LK27                | 19 aprile 2013    | Pan-STARRS                          |
| 689772 | 2013 LF31                | 15 giugno 2013    | Mount Lemmon Survey                 |
| 689773 | 2013 LR37                | 3 agosto 2014     | Pan-STARRS                          |
| 689774 | 2013 LP38                | 7 giugno 2013     | Pan-STARRS                          |
| 689775 | 2013 LG40                | 12 giugno 2013    | Pan-STARRS                          |
| 689776 | 2013 LL40                | 25 settembre 2014 | Mount Lemmon Survey                 |
| 689777 | 2013 LV41                | 7 giugno 2013     | Pan-STARRS                          |
| 689778 | 2013 LJ42                | 1 giugno 2013     | Pan-STARRS                          |
| 689779 | 2013 LL42                | 5 giugno 2013     | Mount Lemmon Survey                 |
| 689780 | 2013 LM42                | 7 giugno 2013     | Pan-STARRS                          |
| 689781 | 2013 LO42                | 4 giugno 2013     | Mount Lemmon Survey                 |
| 689782 | 2013 LQ44                | 7 giugno 2013     | Pan-STARRS                          |
| 689783 | 2013 LS44                | 4 giugno 2013     | Mount Lemmon Survey                 |
| 689784 | 2013 LZ44                | 12 giugno 2013    | Pan-STARRS                          |
| 689785 | 2013 ME5                 | 19 giugno 2013    | Mount Lemmon Survey                 |
| 689786 | 2013 MV13                | 27 novembre 2010  | Mount Lemmon Survey                 |
| 689787 | 2013 MC14                | 18 giugno 2013    | Pan-STARRS                          |
| 689788 | 2013 MU17                | 20 giugno 2013    | Mount Lemmon Survey                 |
| 689789 | 2013 MV17                | 2 ottobre 2008    | Mount Lemmon Survey                 |
| 689790 | 2013 MR18                | 16 giugno 2013    | Pan-STARRS                          |
| 689791 | 2013 MP19                | 18 giugno 2013    | Pan-STARRS                          |
| 689792 | 2013 MA20                | 18 giugno 2013    | Pan-STARRS                          |
| 689793 | 2013 MX20                | 20 giugno 2013    | Pan-STARRS                          |
| 689794 | 2013 MU21                | 20 giugno 2013    | Pan-STARRS                          |
| 689795 | 2013 MZ22                | 17 giugno 2013    | Pan-STARRS                          |
| 689796 | 2013 NQ4                 | 1 luglio 2013     | Pan-STARRS                          |
| 689797 | 2013 NT9                 | 2 luglio 2013     | Pan-STARRS                          |
| 689798 | 2013 NU20                | 20 maggio 2005    | Mount Lemmon Survey                 |
| 689799 | 2013 NO26                | 9 ottobre 2008    | Mount Lemmon Survey                 |
| 689800 | 2013 NV28                | 2 luglio 2013     | Pan-STARRS                          |

## 689801–689900
| Nome            | Designazione provvisoria | Data di scoperta  | Scopritore                              |
| --------------- | ------------------------ | ----------------- | --------------------------------------- |
| 689801          | 2013 NN30                | 29 settembre 2008 | CSS                                     |
| 689802          | 2013 NM31                | 14 luglio 2013    | Pan-STARRS                              |
| 689803          | 2013 NZ33                | 14 luglio 2013    | Pan-STARRS                              |
| 689804          | 2013 NE35                | 6 marzo 2016      | Pan-STARRS                              |
| 689805          | 2013 NC40                | 8 ottobre 2015    | Pan-STARRS                              |
| 689806          | 2013 NG42                | 4 luglio 2013     | Pan-STARRS                              |
| 689807          | 2013 NJ42                | 6 luglio 2013     | Pan-STARRS                              |
| 689808          | 2013 NZ48                | 13 luglio 2013    | Pan-STARRS                              |
| 689809          | 2013 ND51                | 15 luglio 2013    | Pan-STARRS                              |
| 689810          | 2013 NJ52                | 15 luglio 2013    | Pan-STARRS                              |
| 689811          | 2013 NX53                | 14 luglio 2013    | Pan-STARRS                              |
| 689812          | 2013 ND54                | 13 luglio 2013    | Pan-STARRS                              |
| 689813          | 2013 NT62                | 14 luglio 2013    | Pan-STARRS                              |
| 689814          | 2013 NU64                | 12 luglio 2013    | Pan-STARRS                              |
| 689815          | 2013 NZ64                | 28 maggio 2009    | Mount Lemmon Survey                     |
| 689816          | 2013 NO67                | 29 gennaio 2012   | Spacewatch                              |
| 689817          | 2013 ON3                 | 24 gennaio 2006   | K. Sárneczky                            |
| 689818          | 2013 OP7                 | 30 luglio 2013    | Spacewatch                              |
| 689819          | 2013 OQ7                 | 30 luglio 2013    | Spacewatch                              |
| 689820          | 2013 OY15                | 16 luglio 2013    | Pan-STARRS                              |
| 689821          | 2013 PX1                 | 2 agosto 2013     | Pan-STARRS                              |
| 689822 Anderson | 2013 PU10                | 3 agosto 2013     | M. Żołnowski, M. Kusiak                 |
| 689823          | 2013 PU12                | 3 settembre 2002  | NEAT                                    |
| 689824          | 2013 PT16                | 21 ottobre 2003   | Spacewatch                              |
| 689825          | 2013 PU18                | 25 febbraio 2006  | Spacewatch                              |
| 689826          | 2013 PP25                | 14 luglio 2013    | Pan-STARRS                              |
| 689827          | 2013 PH32                | 7 agosto 2013     | Spacewatch                              |
| 689828          | 2013 PF39                | 27 settembre 2002 | NEAT                                    |
| 689829          | 2013 PK44                | 22 ottobre 2003   | Spacewatch                              |
| 689830          | 2013 PL52                | 2 aprile 2011     | Mount Lemmon Survey                     |
| 689831          | 2013 PU53                | 30 novembre 2003  | Spacewatch                              |
| 689832          | 2013 PG55                | 14 agosto 2013    | Pan-STARRS                              |
| 689833          | 2013 PQ64                | 15 luglio 2013    | Pan-STARRS                              |
| 689834          | 2013 PP65                | 19 settembre 2000 | Spacewatch                              |
| 689835          | 2013 PH68                | 28 gennaio 2011   | Mount Lemmon Survey                     |
| 689836          | 2013 PM70                | 11 settembre 2002 | NEAT                                    |
| 689837          | 2013 PF72                | 20 settembre 2003 | NEAT                                    |
| 689838          | 2013 PJ72                | 2 agosto 2013     | Pan-STARRS                              |
| 689839          | 2013 PC79                | 25 settembre 2008 | Spacewatch                              |
| 689840          | 2013 PA80                | 8 agosto 2013     | Pan-STARRS                              |
| 689841          | 2013 PG82                | 15 agosto 2013    | Pan-STARRS                              |
| 689842          | 2013 PM87                | 15 agosto 2013    | Pan-STARRS                              |
| 689843          | 2013 PT90                | 2 agosto 2013     | Pan-STARRS                              |
| 689844          | 2013 PR92                | 30 ottobre 2014   | Mount Lemmon Survey                     |
| 689845          | 2013 PL96                | 4 agosto 2013     | Pan-STARRS                              |
| 689846          | 2013 PO100               | 12 agosto 2013    | Pan-STARRS                              |
| 689847          | 2013 PZ107               | 9 agosto 2013     | Pan-STARRS                              |
| 689848          | 2013 PD113               | 15 agosto 2013    | Pan-STARRS                              |
| 689849          | 2013 PU113               | 9 agosto 2013     | Spacewatch                              |
| 689850          | 2013 PD114               | 15 agosto 2013    | Pan-STARRS                              |
| 689851          | 2013 PS120               | 15 agosto 2013    | Pan-STARRS                              |
| 689852          | 2013 QP5                 | 5 febbraio 2011   | Pan-STARRS                              |
| 689853          | 2013 QT16                | 30 settembre 2005 | CSS                                     |
| 689854          | 2013 QL21                | 10 dicembre 2009  | Mount Lemmon Survey                     |
| 689855          | 2013 QQ24                | 18 settembre 2003 | Spacewatch                              |
| 689856          | 2013 QR29                | 8 agosto 2013     | Spacewatch                              |
| 689857          | 2013 QM30                | 29 agosto 2013    | Pan-STARRS                              |
| 689858          | 2013 QJ38                | 28 agosto 2013    | Mount Lemmon Survey                     |
| 689859          | 2013 QC45                | 7 febbraio 2008   | Mount Lemmon Survey                     |
| 689860          | 2013 QH52                | 30 agosto 2013    | Pan-STARRS                              |
| 689861          | 2013 QQ52                | 14 ottobre 2010   | Mount Lemmon Survey                     |
| 689862          | 2013 QM54                | 13 agosto 2013    | Spacewatch                              |
| 689863          | 2013 QT56                | 26 agosto 2013    | Pan-STARRS                              |
| 689864          | 2013 QQ61                | 8 agosto 2013     | Pan-STARRS                              |
| 689865          | 2013 QA62                | 5 febbraio 2011   | Pan-STARRS                              |
| 689866          | 2013 QD63                | 19 giugno 2013    | Mount Lemmon Survey                     |
| 689867          | 2013 QY75                | 12 agosto 2013    | Pan-STARRS                              |
| 689868          | 2013 QT76                | 20 ottobre 2003   | Spacewatch                              |
| 689869          | 2013 QM80                | 11 febbraio 2004  | Spacewatch                              |
| 689870          | 2013 QS85                | 18 aprile 2012    | Mount Lemmon Survey                     |
| 689871          | 2013 QC93                | 26 febbraio 2004  | M. W. Buie, D. E. Trilling              |
| 689872          | 2013 QN98                | 26 luglio 2017    | Pan-STARRS                              |
| 689873          | 2013 QV99                | 31 agosto 2013    | Pan-STARRS                              |
| 689874          | 2013 RG7                 | 30 settembre 2003 | Spacewatch                              |
| 689875          | 2013 RB9                 | 2 settembre 2013  | Pan-STARRS                              |
| 689876          | 2013 RK11                | 6 aprile 2008     | Mount Lemmon Survey                     |
| 689877          | 2013 RQ31                | 5 settembre 2013  | PTF                                     |
| 689878          | 2013 RU33                | 2 settembre 2013  | PTF                                     |
| 689879          | 2013 RT42                | 25 gennaio 2007   | Spacewatch                              |
| 689880          | 2013 RT48                | 2 settembre 2013  | Mount Lemmon Survey                     |
| 689881          | 2013 RP49                | 10 settembre 2013 | Pan-STARRS                              |
| 689882          | 2013 RQ50                | 6 gennaio 2010    | Spacewatch                              |
| 689883          | 2013 RL60                | 10 settembre 2013 | Pan-STARRS                              |
| 689884          | 2013 RT60                | 11 settembre 2013 | PTF                                     |
| 689885          | 2013 RK62                | 30 ottobre 2002   | Osservatorio del Roque de los Muchachos |
| 689886          | 2013 RE70                | 13 settembre 2013 | Mount Lemmon Survey                     |
| 689887          | 2013 RM70                | 13 settembre 2013 | Spacewatch                              |
| 689888          | 2013 RE78                | 1 settembre 2013  | Pan-STARRS                              |
| 689889          | 2013 RV90                | 21 agosto 2006    | Spacewatch                              |
| 689890          | 2013 RW97                | 8 settembre 2013  | PTF                                     |
| 689891          | 2013 RN100               | 6 settembre 2013  | Spacewatch                              |
| 689892          | 2013 RU100               | 1 settembre 2013  | Mount Lemmon Survey                     |
| 689893          | 2013 RD103               | 14 settembre 2005 | Spacewatch                              |
| 689894          | 2013 RJ103               | 9 novembre 2009   | Mount Lemmon Survey                     |
| 689895          | 2013 RM108               | 15 settembre 2013 | Mount Lemmon Survey                     |
| 689896          | 2013 RR108               | 14 gennaio 2011   | Mount Lemmon Survey                     |
| 689897          | 2013 RV109               | 12 settembre 2013 | Mount Lemmon Survey                     |
| 689898          | 2013 RL110               | 6 settembre 2013  | Mount Lemmon Survey                     |
| 689899          | 2013 RS114               | 19 aprile 2012    | CSS                                     |
| 689900          | 2013 RW115               | 9 settembre 2013  | Pan-STARRS                              |

## 689901–690000
| Nome   | Designazione provvisoria | Data di scoperta  | Scopritore                 |
| ------ | ------------------------ | ----------------- | -------------------------- |
| 689901 | 2013 RN129               | 5 settembre 2013  | Spacewatch                 |
| 689902 | 2013 RY130               | 1 settembre 2013  | Mount Lemmon Survey        |
| 689903 | 2013 RL132               | 9 settembre 2013  | Pan-STARRS                 |
| 689904 | 2013 RZ132               | 12 settembre 2013 | Mount Lemmon Survey        |
| 689905 | 2013 RR134               | 13 settembre 2013 | Mount Lemmon Survey        |
| 689906 | 2013 RV134               | 2 settembre 2013  | Mount Lemmon Survey        |
| 689907 | 2013 RX143               | 6 settembre 2013  | Mount Lemmon Survey        |
| 689908 | 2013 RS147               | 14 settembre 2013 | Pan-STARRS                 |
| 689909 | 2013 RY147               | 14 settembre 2013 | Spacewatch                 |
| 689910 | 2013 RS153               | 6 settembre 2013  | Spacewatch                 |
| 689911 | 2013 RK156               | 1 settembre 2013  | Mount Lemmon Survey        |
| 689912 | 2013 SP6                 | 3 aprile 2011     | Pan-STARRS                 |
| 689913 | 2013 SP18                | 30 agosto 2005    | Spacewatch                 |
| 689914 | 2013 SF34                | 6 aprile 2005     | Spacewatch                 |
| 689915 | 2013 SX47                | 5 marzo 2011      | CSS                        |
| 689916 | 2013 SS48                | 24 marzo 2012     | CSS                        |
| 689917 | 2013 SQ50                | 28 settembre 2013 | Pan-STARRS                 |
| 689918 | 2013 SO57                | 30 settembre 2013 | Mount Lemmon Survey        |
| 689919 | 2013 SX57                | 30 settembre 2013 | L. A. Molnar               |
| 689920 | 2013 SO64                | 1 settembre 2013  | CSS                        |
| 689921 | 2013 SY64                | 23 settembre 2013 | Mount Lemmon Survey        |
| 689922 | 2013 SF65                | 14 marzo 2011     | Mount Lemmon Survey        |
| 689923 | 2013 SR66                | 10 marzo 2008     | Spacewatch                 |
| 689924 | 2013 SS68                | 30 gennaio 2008   | Mount Lemmon Survey        |
| 689925 | 2013 SE72                | 6 settembre 2013  | Mount Lemmon Survey        |
| 689926 | 2013 SF79                | 30 settembre 2013 | Mount Lemmon Survey        |
| 689927 | 2013 SF81                | 21 ottobre 2006   | Mount Lemmon Survey        |
| 689928 | 2013 SU88                | 14 febbraio 2012  | Pan-STARRS                 |
| 689929 | 2013 SE94                | 14 marzo 2011     | Mount Lemmon Survey        |
| 689930 | 2013 ST96                | 24 settembre 2013 | Mount Lemmon Survey        |
| 689931 | 2013 SQ97                | 11 ottobre 2002   | Spacewatch                 |
| 689932 | 2013 SH100               | 1 gennaio 2009    | Mount Lemmon Survey        |
| 689933 | 2013 SD103               | 16 settembre 2013 | Mount Lemmon Survey        |
| 689934 | 2013 SL103               | 16 settembre 2013 | Mount Lemmon Survey        |
| 689935 | 2013 SY107               | 30 settembre 2013 | Mount Lemmon Survey        |
| 689936 | 2013 TK1                 | 9 luglio 2005     | Spacewatch                 |
| 689937 | 2013 TQ10                | 3 settembre 2013  | F. Hormuth                 |
| 689938 | 2013 TZ10                | 11 aprile 2005    | Kitt Peak Obs.             |
| 689939 | 2013 TS40                | 11 novembre 2006  | Mount Lemmon Survey        |
| 689940 | 2013 TM47                | 9 aprile 2006     | Spacewatch                 |
| 689941 | 2013 TA54                | 11 agosto 2001    | Osservatorio di Calar Alto |
| 689942 | 2013 TF58                | 21 maggio 2012    | Pan-STARRS                 |
| 689943 | 2013 TR61                | 26 settembre 2013 | CSS                        |
| 689944 | 2013 TS64                | 4 ottobre 2013    | Mount Lemmon Survey        |
| 689945 | 2013 TE66                | 4 ottobre 2013    | Mount Lemmon Survey        |
| 689946 | 2013 TY67                | 17 dicembre 2001  | Spacewatch                 |
| 689947 | 2013 TS72                | 4 luglio 2005     | NEAT                       |
| 689948 | 2013 TY80                | 2 dicembre 2005   | Spacewatch                 |
| 689949 | 2013 TQ92                | 1 ottobre 2013    | Spacewatch                 |
| 689950 | 2013 TK94                | 1 ottobre 2013    | PTF                        |
| 689951 | 2013 TT103               | 4 marzo 2005      | Mount Lemmon Survey        |
| 689952 | 2013 TS123               | 5 ottobre 2013    | Pan-STARRS                 |
| 689953 | 2013 TD125               | 1 ottobre 2003    | Spacewatch                 |
| 689954 | 2013 TZ134               | 17 agosto 2009    | Spacewatch                 |
| 689955 | 2013 TG141               | 4 giugno 2006     | Mount Lemmon Survey        |
| 689956 | 2013 TG146               | 8 marzo 2008      | Spacewatch                 |
| 689957 | 2013 TO149               | 5 ottobre 2013    | M. W. Buie                 |
| 689958 | 2013 TY154               | 16 settembre 2006 | Spacewatch                 |
| 689959 | 2013 TL156               | 11 settembre 2004 | Spacewatch                 |
| 689960 | 2013 TW162               | 12 settembre 2007 | Mount Lemmon Survey        |
| 689961 | 2013 TY162               | 15 settembre 2007 | Mount Lemmon Survey        |
| 689962 | 2013 TQ166               | 3 ottobre 2013    | Mount Lemmon Survey        |
| 689963 | 2013 TR168               | 4 ottobre 2013    | Mount Lemmon Survey        |
| 689964 | 2013 TB173               | 3 ottobre 2013    | Mount Lemmon Survey        |
| 689965 | 2013 TU176               | 8 ottobre 2013    | Mount Lemmon Survey        |
| 689966 | 2013 TQ185               | 4 ottobre 2013    | CSS                        |
| 689967 | 2013 TS188               | 1 ottobre 2013    | Mount Lemmon Survey        |
| 689968 | 2013 TS194               | 13 ottobre 2013   | Spacewatch                 |
| 689969 | 2013 TP195               | 5 ottobre 2013    | Pan-STARRS                 |
| 689970 | 2013 TT197               | 3 ottobre 2013    | Pan-STARRS                 |
| 689971 | 2013 TA199               | 3 ottobre 2013    | Pan-STARRS                 |
| 689972 | 2013 TH200               | 3 ottobre 2013    | Pan-STARRS                 |
| 689973 | 2013 TY200               | 5 ottobre 2013    | Pan-STARRS                 |
| 689974 | 2013 TC201               | 12 ottobre 2013   | Mount Lemmon Survey        |
| 689975 | 2013 TT201               | 9 ottobre 2013    | Mount Lemmon Survey        |
| 689976 | 2013 TX209               | 4 ottobre 2013    | Mount Lemmon Survey        |
| 689977 | 2013 TO211               | 3 ottobre 2013    | Spacewatch                 |
| 689978 | 2013 TK212               | 1 ottobre 2013    | Mount Lemmon Survey        |
| 689979 | 2013 TM212               | 5 ottobre 2013    | Mount Lemmon Survey        |
| 689980 | 2013 TV226               | 12 ottobre 2013   | Spacewatch                 |
| 689981 | 2013 TF227               | 2 ottobre 2013    | Pan-STARRS                 |
| 689982 | 2013 TV234               | 5 ottobre 2013    | Pan-STARRS                 |
| 689983 | 2013 TC236               | 13 ottobre 2013   | Mount Lemmon Survey        |
| 689984 | 2013 UJ14                | 1 agosto 2009     | Spacewatch                 |
| 689985 | 2013 UV22                | 25 ottobre 2013   | Mount Lemmon Survey        |
| 689986 | 2013 UF29                | 18 aprile 2015    | Pan-STARRS                 |
| 689987 | 2013 UG29                | 23 gennaio 2015   | Pan-STARRS                 |
| 689988 | 2013 UC30                | 28 ottobre 2013   | CSS                        |
| 689989 | 2013 UY32                | 31 ottobre 2013   | Mount Lemmon Survey        |
| 689990 | 2013 UD34                | 28 ottobre 2013   | Spacewatch                 |
| 689991 | 2013 UV36                | 6 ottobre 2013    | Mount Lemmon Survey        |
| 689992 | 2013 UT39                | 23 ottobre 2013   | Mount Lemmon Survey        |
| 689993 | 2013 UU47                | 26 ottobre 2013   | Mount Lemmon Survey        |
| 689994 | 2013 UM49                | 25 ottobre 2013   | Mount Lemmon Survey        |
| 689995 | 2013 UH50                | 14 gennaio 2002   | Spacewatch                 |
| 689996 | 2013 UK56                | 23 ottobre 2013   | Mount Lemmon Survey        |
| 689997 | 2013 VX                  | 3 ottobre 2013    | Spacewatch                 |
| 689998 | 2013 VU6                 | 4 agosto 2005     | NEAT                       |
| 689999 | 2013 VS11                | 31 ottobre 2013   | CSS                        |
| 690000 | 2013 VH21                | 3 ottobre 2013    | Mount Lemmon Survey        |